# Nordic Seafood
 Nordic Seafood A/S er en dansk virksomhed, der handler med fisk og fiskeprodukter. De har hovedkvarter i Hirtshals, hvor virksomheden blev etableret i 1987. Siden 2015 har den været ejet af japanske Nissui. Nordic Seafood har datterselskaber i 12 europæiske lande. I 2023 havde de en omsætning på 3,280 mia. kroner. De har 176 ansatte.